# Ruine Milandre
Die Ruine Milandre befindet sich in der Gemeinde Boncourt des schweizerischen Kantons Jura. 

## Geschichte
Die Burg und ihr Turm wurden um 1260 erbaut. Sie gehörte zunächst den Grafen von Montbéliard, ab 1283 dem Fürstbischof von Basel Henry d'Isny. 1674 wurde sie durch die französischen Truppen unter Marschall de Turenne zerstört.
Die Gemeinde Boncourt erwarb 1981 die teilweise von der Vegetation überwucherte und durch schlechtes Wetter zerstörte Ruine. Im Jahr 1988 ließ die Gemeinde eine umfassende Restaurierung durchführen.

## Situation
Von der Burg ist einzig der Turm erhalten. 80 Treppenstufen aus Stahl führen zur Aussichtsplattform des Turmes. Von dort hat man einen Blick über das Dorf Boncourt.

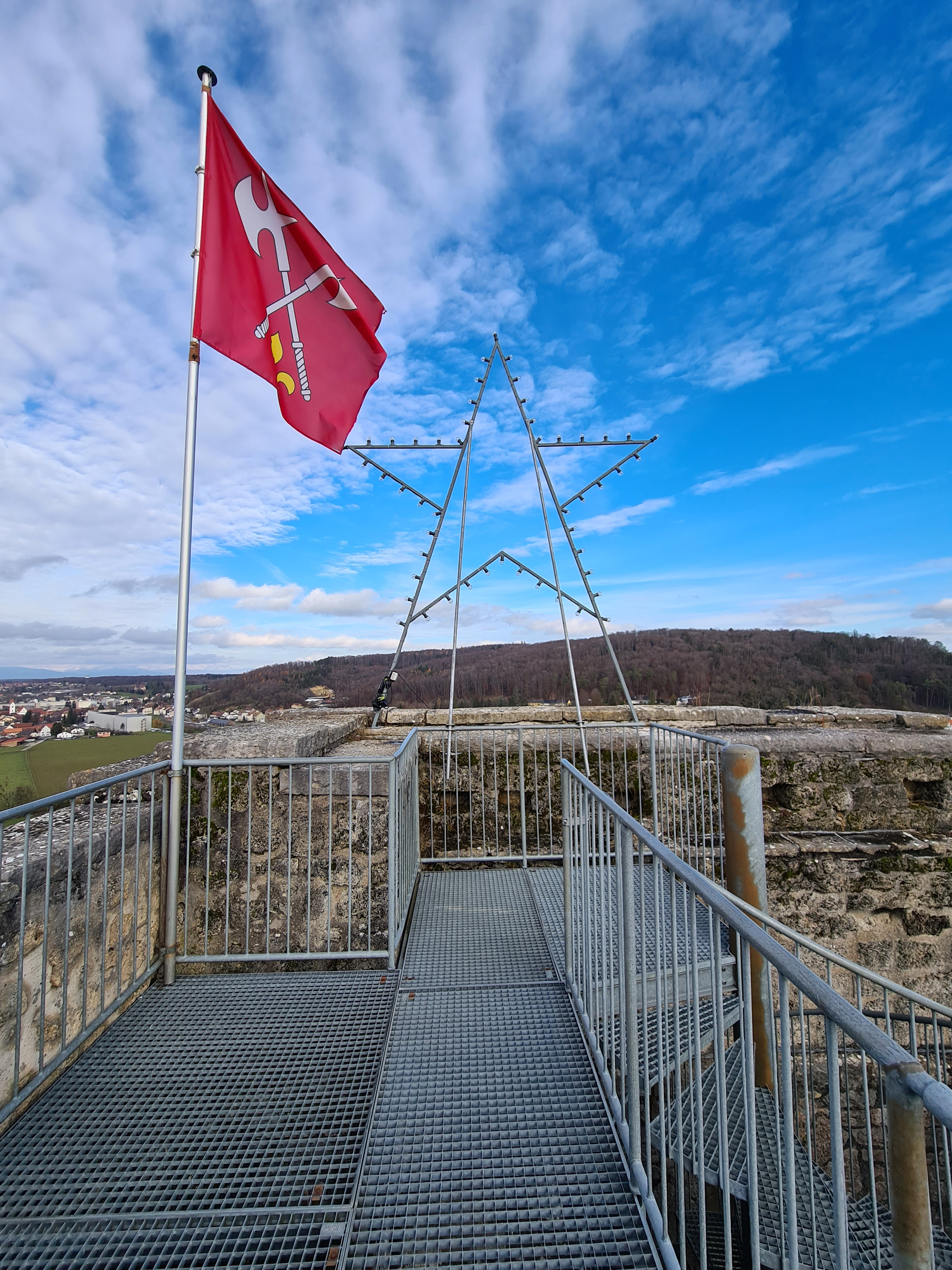
Aussichtsplattform
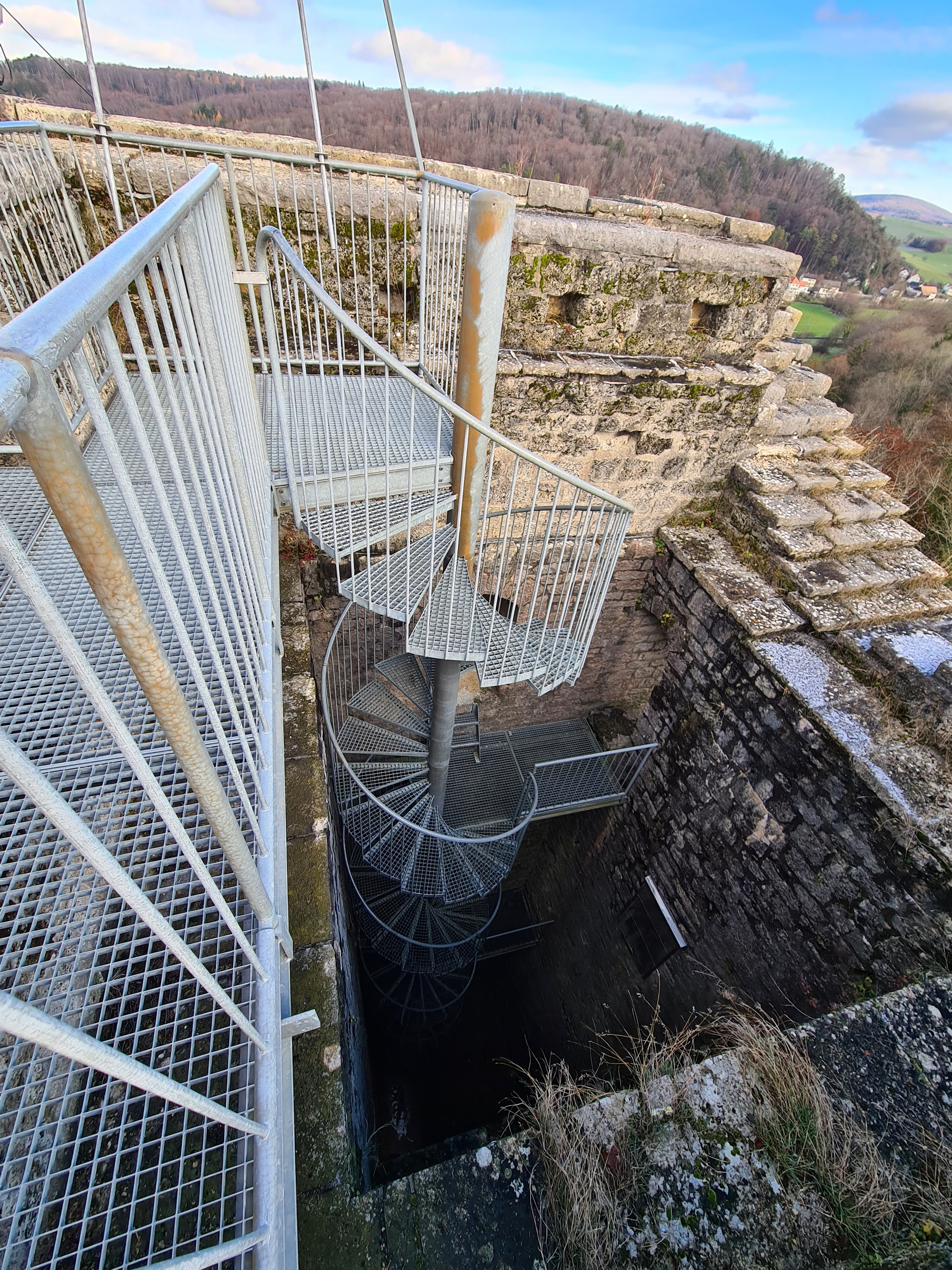
Treppe